# DNL
DNL (Dynamic Noise Limiter - dynamiczny ogranicznik szumów) – układ ograniczający szumy, opracowany przez firmę Philips do zastosowania w magnetofonach. Jego działanie polega na dynamicznej redukcji wysokich tonów, gdy ich poziom jest niewielki i mógłyby być zniekształcony przez szumy.